# Diplasiolejeunea cavifolia
Diplasiolejeunea cavifolia là một loài Rêu trong họ Lejeuneaceae. Loài này được Stephani mô tả khoa học đầu tiên.